# Direcció general d'Integració i Atenció Humanitària
La Direcció general d'Integració Humanitària és un organisme depenent del Ministeri de Treball, Migracions i Seguretat Social encarregada d'immigració, competències en matèria de protecció internacional, integració dels immigrants i menors no acompanyats, ajuda humanitària a immigrants, retorn voluntari d'immigrants, centres de migracions i fons europeus.

## Funcions
Les funcions són:
- La planificació, desenvolupament i gestió del sistema nacional d'acolliment integral i integració de sol·licitants d'asil, refugiats i altres beneficiaris de protecció internacional, apàtrides i persones acollides al règim de protecció temporal.
- La gestió de subvencions i la col·laboració amb entitats públiques i privades les activitats de les quals es relacionin amb l'acolliment i integració de sol·licitants d'asil, refugiats i altres beneficiaris de protecció internacional, apàtrides i persones acollides al règim de protecció temporal.[4]
- La planificació, desenvolupament i gestió de programes d'atenció humanitària a immigrants i d'intervenció urgent per a situacions de caràcter excepcional, en col·laboració, si escau, amb les comunitats autònomes, entitats locals, així com amb entitats públiques i privades.
- La planificació, gestió i seguiment dels centres d'estada temporal d'immigrants (CETI) i dels centres d'acolliment a refugiats (CAR).
- La gestió de subvencions de caràcter estatal en matèria d'integració d'immigrants i la col·laboració amb entitats públiques i privades les activitats de les quals es relacionin amb aquesta matèria.
- El desenvolupament i gestió de programes vinculats a la tornada d'immigrants, la reagrupació familiar, i l'acolliment i integració d'immigrants amb visat de cerca d'ocupació.
- La gestió dels fons i plans d'acció de la Unió Europea en matèria d'asil, migració i integració.
- La concertació amb altres Departaments ministerials, comunitats autònomes, entitats locals i entitats públiques i privades d'actuacions de promoció de la integració d'immigrants, d'acolliment i integració de sol·licitants d'asil, refugiats i altres beneficiaris de protecció internacional, apàtrides i persones acollides al règim de protecció temporal.

## Estructura
La direcció general consta dels següents organismes:
- La Subdirecció General de Programes de Protecció Internacional, a la qual correspon l'exercici de les funcions enumerades en els paràgrafs a) i b) de l'apartat 1.
- La Subdirecció General de Programes d'Atenció Humanitària i Centres de Migracions, a la qual correspon l'exercici de les funcions enumerades en els paràgrafs c), d), i) i f) de l'apartat 1.
- La Subdirecció General d'Integració i Relacions Institucionals, a la qual correspon l'exercici de les funcions enumerades en els paràgrafs g) i h) de l'apartat1.

## Òrgans adscrits
- Fòrum per a la Integració Social dels Immigrants[6][7]
- Observatori Espanyol del Racisme i la Xenofòbia que té per missió: la recopilació i anàlisi de la informació sobre racisme i xenofòbia per al coneixement de la situació i de les seves perspectives d'evolució, a través de l'engegada d'una xarxa d'informació, la promoció del principi d'igualtat de tracte i no discriminació i lluita contra el racisme i la xenofòbia i la col·laboració i coordinació amb els diferents agents públics i privats, nacionals i internacionals vinculats amb la prevenció i lluita contra el racisme i la xenofòbia.[8]

## Titulars
- Estrella Rodríguez Pardo (22 de juny 2018 -)[9][10]